# Heuvelklim
Heuvelklim is een tak van motorsport waarbij geprobeerd wordt om per motorfiets of auto zo snel mogelijk boven op een heuvel te komen. In de Verenigde Staten en Europa wordt dit op verschillende manieren gedaan.

## Heuvelklim (Europees)

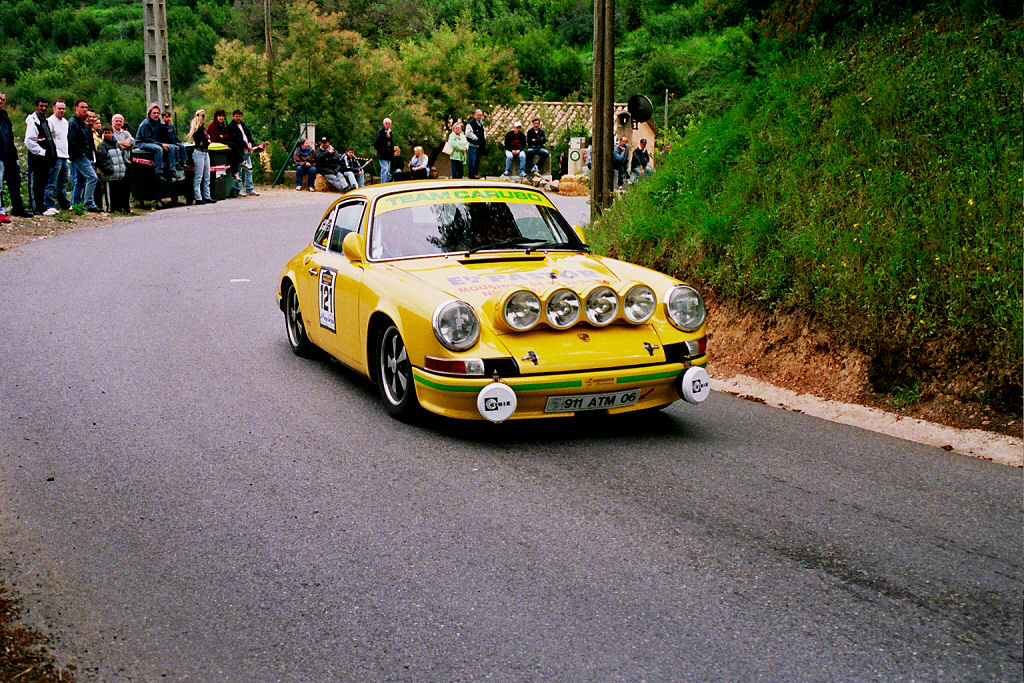
Porsche 911 tijdens een heuvelklim: Retro-classic Pegomas-Tanneron 2005

In Europa is het een tak van autosport waarbij het er om gaat een heuvel of berg zo snel mogelijk over de weg te beklimmen. Het gaat hier dus voornamelijk om de (haarspeld)bochtentechniek. Deze vorm van heuvelklim wordt vooral in Europese berglanden beoefend, hoewel de Amerikaanse Pikes Peak Hillclimb ook wereldberoemd is. De lastigste wedstrijden hebben
plaats in België, Luxemburg en Duitsland.

## Heuvelklim (Amerikaans)

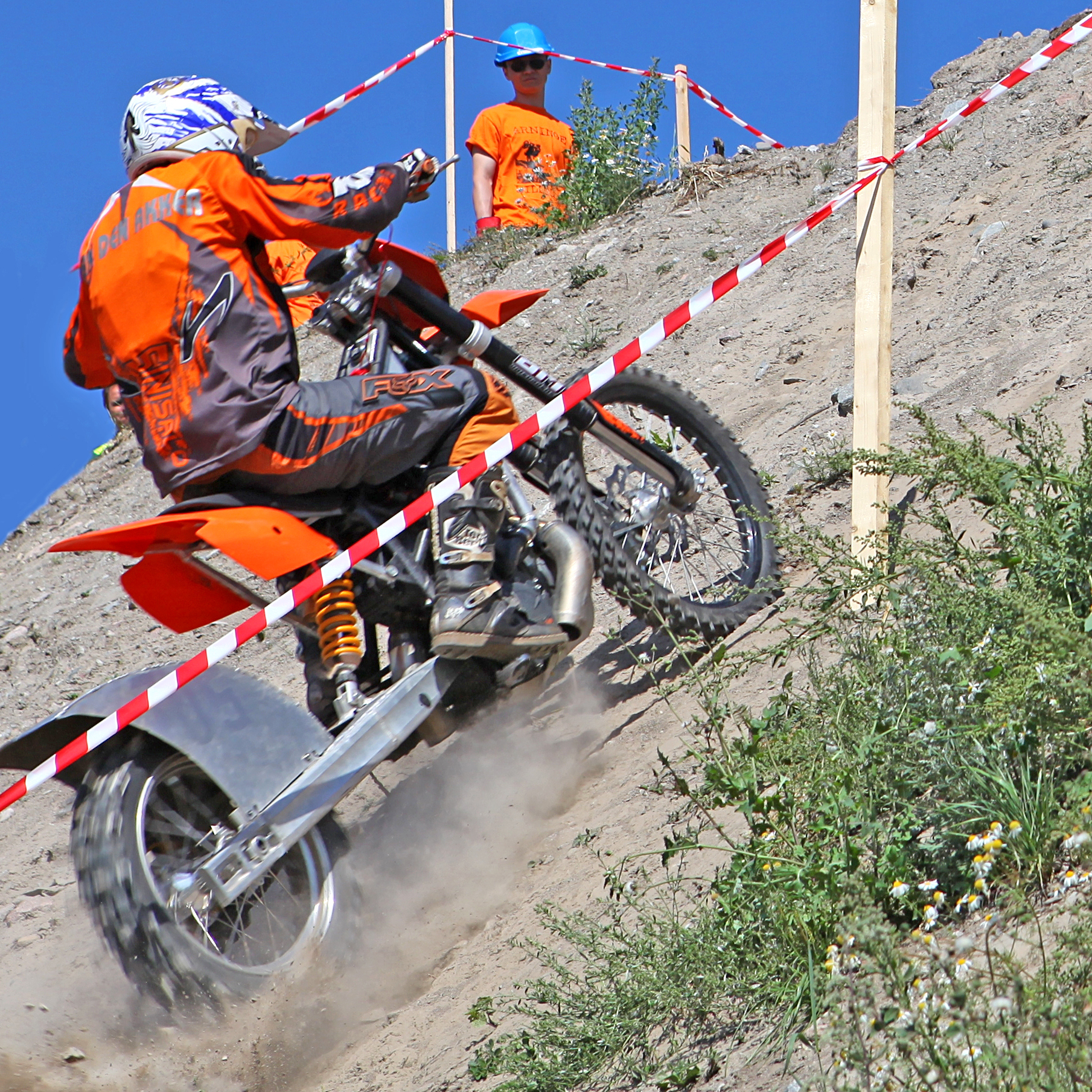
Typisch voor een Heuvelklim-motorfiets is de verlengde achtervork om achteroverslaan te voorkomen

De Amerikaanse variant is een tak van de motorsport waarbij het doel is een zeer steile gras- of grindheuvel zo snel mogelijk in rechte lijn te beklimmen. Heuvelklim is vooral populair in de staten Californië, Montana en Utah. De eerste officiële wedstrijd werd in 1906 georganiseerd. Heuvelklim wordt gereden in de klassen Altered-stock en Exhibition-class. Vanwege het grote gevaar wordt een van de gebruikte heuvels Widowmaker genoemd (Widowmaker Hillclimb, Montana). De Fransen noemen heuvelklim Montée impossible. De hiervoor gebruikte motorfietsen lijken grotendeels op een crossmotor, met als belangrijkste verschil dat de achtervork veel langer wordt gemaakt, met als gevolg dat het zwaartepunt helemaal vooraan nabij het balhoofd komt te liggen, zeker als de berijder ver voorover hangt, waardoor de kans om achterover te kantelen sterk verkleint.